# Xeixac
Xeixac (Sheshach) és una ciutat desconeguda que apareix a la Bíblia i que va resultar ser el nom en clau de la ciutat de Babilim aplicant el sistema de codificació hebreu Atbash al seu nom en llengua hebrea. Podria significar «casa o cort del príncep».
Sheshach és, en hebreu, Sh-Sh-Ch. Aplicant el codi de substitució Atbash, ens apareixen les lletres B-B-L, en hebreu, Babel. A partir d'aquí, es dedueix que la ciutat desconeguda de Sheshach és, en realitat, un nom poètic per a la ciutat de Babilim.